# 徳永秀則
徳永秀則（とくなが ひでのり、1925年3月25日 - 1998年7月2日）は日本の作曲家。
鹿児島県鹿児島市出身。東京音楽学校専科中退。山田耕筰と細谷一郎に作曲を学ぶ。1967年に神戸常盤短期大学教授、1970年から1972年にかけてアメリカのノースウェスタン大学とウィスコンシン大学の教員を務める。
代表作に「ピアノのための3つの前奏曲」、管弦楽の為の「シンタックス」、1973年のISCM入選のサキソホーンと5つのテープレコーダーのための「エイドス」などがある。
1998年、肺炎のため死去。
富士正晴著「贋　久坂葉子伝」登場人物、頼金のモデルである。

## 受賞歴
- 兵庫県文学賞（1951年）
- ローマ国際作曲コンクール入賞（1965年、1972年）
- 国際現代音楽協会（ISCM）音楽祭入選（1973年）[2]